# Lappkrabbspindel
Lappkrabbspindel (Xysticus obscurus) är en spindelart som beskrevs av Robert Collett 1877. Lappkrabbspindel ingår i släktet Xysticus och familjen krabbspindlar. Arten är reproducerande i Sverige. Inga underarter finns listade i Catalogue of Life.